# Абданан
Абдана́н (перс. ابدانان‎) — город на западе Ирана, в провинции Илам. Административный центр шахрестана Абданан.
На 2006 год население составляло 21 662 человека.
| 1986   | 1991   | 1996   | 2006   | 2010   |
| ------ | ------ | ------ | ------ | ------ |
| 21 879 | 21 224 | 21 396 | 21 662 | 21 687 |

Альтернативные названия: Кале-йе-Абданан (Qaleh-ye Ab Danan), Аб-и-Данан (Ab-i-Danan).

## География
Город находится на востоке Илама, в горной местности западного Загроса, на высоте 844 метров над уровнем моря.
Абданан расположен на расстоянии приблизительно 115 километров к юго-востоку от Илама, административного центра провинции и на расстоянии 460 километров к юго-западу от Тегерана, столицы страны.